# Alexa Chung
Alexa Chung (Privett, 5 novembre 1983) è una modella e conduttrice televisiva britannica.

## Carriera
Alexa Chung nasce a Privett, nell’Hampshire, il 5 novembre del 1983, ultimogenita dei quattro figli di Philip Chung, un designer inglese di origini per tre quarti cinesi, e di Gillian Chung, una casalinga inglese. Ha due fratelli e una sorella. Dopo la scuola, ha frequentato il King's College di Londra, ed ha completato un corso di base presso il Chelsea College of Art and Design.
All'età di 14 anni è stata messa sotto contratto dall'agenzia Elite Model Management, a cui è seguito un altro contratto due anni dopo con la filiale londinese della Storm Model Agency. Alexa Chung quindi compare su riviste come Cover Girl, Elle Girl e Cosmo Girl. Inoltre compare nelle campagne pubblicitarie di Fanta, Sony Ericsson, Sunsilk e Tampax, e nei video musicali dei Westlife, dei The Streets e di Holly Valance. Nel 2003 prende parte anche al reality show Shoot Me, in onda su Fashion TV.
Dopo aver lavorato anche per la BBC e Channel 4, Alexa Chung si è trasferita a New York dove dall'aprile 2009 ha condotto lo show quotidiano di MTV It's On con Alexa Chung, fino a dicembre 2009. A partire dal 30 luglio 2012 è la conduttrice del talent-show di Lifetime (in Italia Sky Uno), Stilista in 24 ore.
Nel 2017 ha fondato il suo eponimo brand di vestiti, Alexa Chung, che ha sfilato due volte durante la London Fashion Week. Nel 2022 Chung ha annunciato di dover chiudere il proprio brand a causa di problemi di sostenibilità finanziaria legati alla pandemia di Covid-19.

## Vita privata
Dal luglio del 2007 al luglio 2011 è stata sentimentalmente legata ad Alex Turner, cantante degli Arctic Monkeys. Dal 2015 al 2017 ha avuto una relazione con l'attore svedese Alexander Skarsgård. È vegetariana.

## Agenzie
- Elite Model Management - Londra
- Storm Model Agency - Londra
- NEXT Model Management - New York